# Ascotis flavescens
Ascotis flavescens là một loài bướm đêm trong họ Geometridae.